# Urfter Marmor

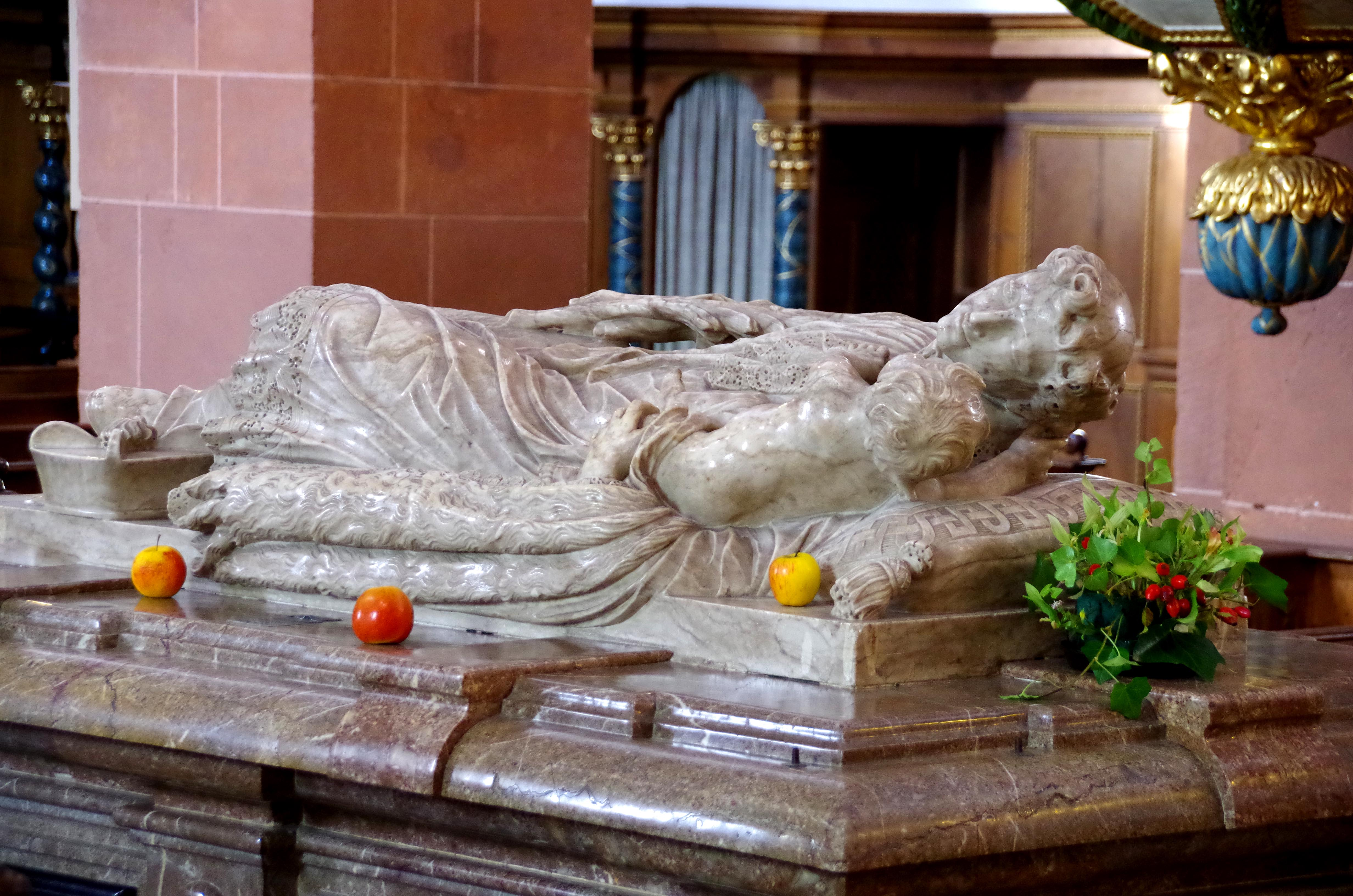
Der Sarkophag des heiligen Hermann im Kloster Steinfeld besteht aus dem rötlichen Urfter Marmor, während die aufliegende Skulptur aus dem mittelgrauen Roderather Marmor bestehen könnte.

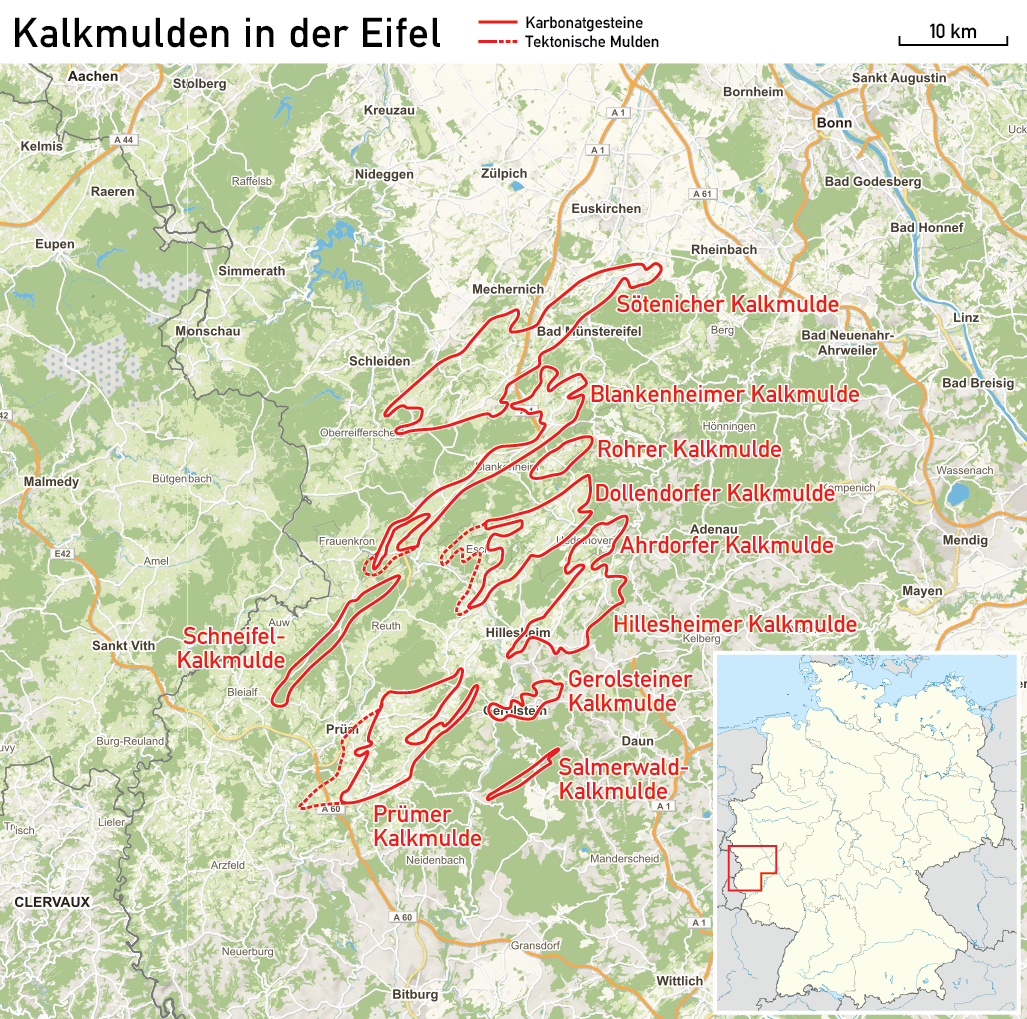
Lagekarte der Kalkmulden in der Eifel

Der Urfter Marmor, Urfter Eifelmarmor oder kurz Eifelmarmor, wurde im 17. und 18. Jahrhundert in der Nordeifel in einem kleinen Steinbruch bei Urft in Nordrhein-Westfalen abgebaut. Er fand in der Barockzeit vor allem in regionalen Kirchen- und Herrschaftsgebäuden Verwendung.

## Entstehung
Im Mitteldevon, auch Eifelium genannt, entstand der Urfter Marmor vor rund 395 Millionen Jahren in einem sub-tropischen, warmen Meer. Am Boden eines flachen, tropisch-warmen Meeres, das damals südlich des Äquators lag, entstanden ausgedehnte Korallenriffe aus Seelilien (Crinoiden), Korallen, Schwämmen und zahlreichen anderen Organismen, die abstarben. Sie lagerten sich ab und aus Riffschutt und Kalkschlamm entstanden mehrere hundert Meter mächtige Kalksteinschichten. Als sich in der Zeit des Oberkarbons vor circa 310 Millionen Jahren diese Schichten auffalteten, wurden sie anschließend durch Erosion wieder abgetragen. Von dieser Kalksteinabfolge blieben nur in die Eifeler Kalkmulden.
Die massenhaft auftretenden Stielglieder der Seelilien waren für diesen Kalkstein gesteinsbildend. In dem Gestein finden sich des Weiteren häufig Korallen, Brachiopoden (Armfüßer), Schnecken und Stromatoporen.

## Werkstein im Barock
Der rötliche Urfter Marmor kann poliert werden. Bekannt ist vor allem die Verwendung von Urfter Marmor im Kloster Steinfeld. Es sind dies der Sarkophag des heiligen Hermann Josef aus dem Jahr 1701, der Fußboden in der Kloster-Basilika und weitere barocke Ausstattungsgegenstände in der Klosteranlage.

## Sonstiges
Mit dem Urfter Marmor ist der ebenso fossilienreiche Roderather Marmor verwandt, der auch  Eifelmarmor genannt wird. Im geologischen Sinn sind beide Gesteine allerdings keine Marmore. Marmore werden durch hohe Hitze und hohen Druck gebildet, dabei wandeln sich carbonatreiche Gesteine in Marmore mit einer kristallinen Struktur um. Diese „Eifelmarmore“ sind Ablagerungsgesteine bzw. Kalksteine. Nur diese beiden Kalksteine werden in der geologischen Literatur auch „Eifelmarmor“ genannt. Die Bezeichnung Marmor kommt von altersher, da früher alle polierbaren Kalksteine als Marmore bezeichnet wurden.
Der historische Urfter Steinbruch ist heute (2024) ein Bodendenkmal und liegt im Bereich der Sötenicher Kalkmulde.